# Staropatița, Vidin
Staropatița (în bulgară Старопатица) este un sat în comuna Kula, regiunea Vidin,  Bulgaria. 

## Demografie
Componența etnică a satului Staropatița
     Bulgari (98,17%)
     Nicio identificare (1,04%)
     Altele (0,78%)
La recensământul din 2011, populația satului Staropatița era de 383 locuitori. Din punct de vedere etnic, majoritatea locuitorilor (98,17%) erau bulgari. Pentru 1,04% din locuitori nu este cunoscută apartenența etnică.